# Карл IV (граф Мэна)
Карл IV Мэнский (фр. Charles IV du Maine; 14 октября 1414, Плесси-ле-Тур — 10 апреля 1472, Нёви-ле-Руа) — французский принц крови, граф Мэна с 1434 года, граф де Гиз с 1444 года, фаворит короля Карла VII. Младший сын герцога Анжуйского Людовика II и Иоланды Арагонской, дочери короля Арагона Хуана I.

## Биография
В 1433 году участвовал в заговоре, приведшем к падению всесильного фаворита Карла VII Жоржа де Ла Тремуй. После этого вошёл в состав королевского совета, где долгое время играл ведущую роль. Став новым фаворитом короля, вместе с матерью и братом герцогом Рене во многом стал определять политику королевства. Важные должности получили люди, близкие к анжуйскому клану: Жан де Бёй, Артур де Ришмон, Пьер де Брезе, Жан де Дюнуа.
С 1437 года участвовал в походах Карла VII против англичан. В 1440 году король назначил его губернатором Лангедока.
Недовольство засильем анжуйцев вылилось в так называемую Прагерию. Крупные феодалы во главе с дофином Людовиком требовали от короля отстранения Карла Мэнского и Артура де Ришмона. Восстание потерпело неудачу, его участники были помилованы.
В 1443 году женился на Изабелле Люксембургской, дочери Пьера I, графа де Сен-Поль. После этого король передал Карлу графство Гиз, отобранное им у брата Изабеллы Людовика Люксембургского. Однако вскоре Карл начал терять своё влияние. В 1445 году под влиянием фаворитки Агнессы Сорель король приблизил к себе Пьера де Брезе, а Карл Мэнский и его брат Рене Анжуйский оказались в опале. Только спустя десять лет граф Мэнский вернулся в королевский совет.

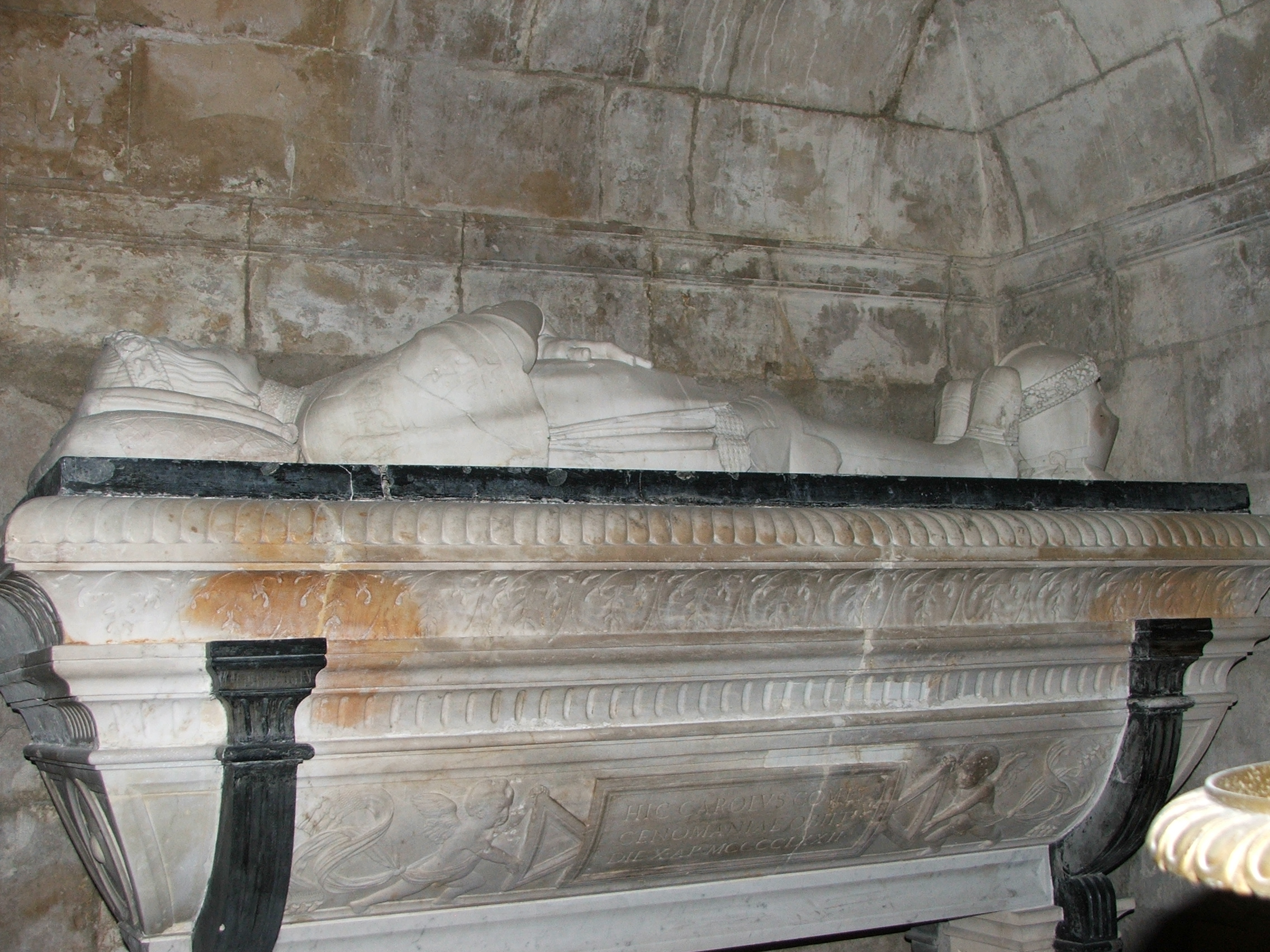
Гробница Карла IV Мэнского в соборе Ле-Мана.

Определённое влияние имел в первые годы правления Людовика XI. Однако в 1464—1465 годах во время восстания Лиги общественного блага повёл себе довольно двусмысленно. Во время битвы при Монлери оставил короля и бежал с поля боя. Несмотря на это, король доверил ему вести переговоры с восставшими феодалами. Но после того как к Лиге присоединился Жан Лотарингский, племянник Карла, тот окончательно впал в немилость. Король отобрал у него губернаторство в Лангедоке и повелел удалиться в свои земли.
В 1472 году Карл умер.

## Брак и дети
В 1433 году женился на Кобелле Руффо, дочери Карло Руффо, графа де Монтальдо. В браке родился сын:
- Жан Луи, умер в детстве

В 1443 году женился на Изабелле Люксембургской, дочери Пьера I, графа де Сен-Поль и Маргариты де Бо. Дети:
- Луиза (1445—1477), супруга Жака д’Арманьяк, герцога Немурского
- Карл IV Анжуйский (1446—1481), граф Мэна, граф де Гиз, герцог Анжуйский и граф Прованса.

Внебрачные дети:
- Луи (ум. 1489), барон де Мезьер
- Жан, мэр Бордо
- Мария